# Alan Cathcart, III conte Cathcart
Alan Frederick Cathcart, III conte Cathcart (Hythe, 14 novembre 1828 – 30 ottobre 1905), è stato un nobile e ufficiale scozzese.
Era un ricco proprietario terriero e scrittore di agricoltura. Introdusse il termine "ornitologia economica" in un momento in cui c'era un dibattito pubblico sul fatto che il passero inglese fosse un parassita o un amico del contadino.

## Biografia
Cathcart era il figlio di Charles Cathcart, II conte Cathcart, e di sua moglie, Henrietta Mather, figlia di Thomas Mather. Suo padre era il comandante in capo della Scozia e del Nord America e servì come governatore generale del Canada.
Ha studiato a Edimburgo presso la Scottish Naval and Military Academy, fondata nel 1825 e chiusa nel 1869.

## Carriera
È entrato a far parte dell'esercito britannico in Canada come membro dei Royal Welsh Fusiliers. Era un colonnello onorario del 1st Volunteer Battalion del Yorkshire Regiment, ha assistito nella formazione del battaglione ed è stato insignito della Volunteer Officers' Decoration. Dopo il suo matrimonio si dimise dall'esercito e si dedicò all'agricoltura e agli affari della contea nello Yorkshire. Cathcart fu presidente della Royal Agricultural Society (1872–1873). Possedeva 5554 acri.

## Matrimonio
Sposò, il 2 aprile 1850 a Thornton,  Elizabeth Mary Crompton (1831-13 aprile 1902), figlia di Sir Samuel Crompton. Ebbero nove figli:
- Isabel Cathcart (1855-29 novembre 1856)[6];
- Alan Cathcart, IV conte Cathcart (16 marzo 1856-2 settembre 1911)[6];
- Lady Cecilia Cathcart (5 dicembre 1857-2 ottobre 1932)[6], sposò Edward Temple Rose, non ebbero figli;
- Charles Cathcart (23 dicembre 1858-21 maggio 1880)[6];
- George Cathcart, V conte Cathcart (26 giugno 1862-19 novembre 1927)[6];
- Lady Ida Cathcart (26 aprile 1866-25 gennaio 1929)[6], sposò Sir Thomas Hare, ebbero una figlia;
- Lady Marion Cathcart (14 giugno 1867-5 ottobre 1955)[6];
- Lady Emily Cathcart (27 dicembre 1868-9 ottobre 1960)[6];
- Reginald Cathcart (9 novembre 1870-22 febbraio 1900)[6];
- Archibald Hamilton Cathcart (30 gennaio 1873-3 febbraio 1955)[6];
- Lady Eva Cathcart (12 maggio 1874-3 giugno 1960)[6].